# Xã East Griggs, Quận Van Buren, Arkansas
Xã East Griggs (tiếng Anh: East Griggs Township) là một xã thuộc quận Van Buren, tiểu bang Arkansas, Hoa Kỳ. Năm 2010, dân số của xã này là 1.544 người.